# Нулевая морфема
В морфологии нулевая морфема — это такая морфема, которая не имеет фонетического выражения. Проще говоря, нулевая морфема — это «неслышимый» аффикс. В морфологических анализах такие морфемы противопоставляются альтернативным, «слышимым». Нулевая морфема обозначается либо цифрой ноль (0), либо символом пустого множества ∅.
В большинстве языков при добавлении нулевых морфем производная форма слова не отличается от основы. Например, в английском языке слово sheep (овцы) в форме множественного числа может быть проанализировано как корень с добавленным нулевым аффиксом множественного числа. Процесс добавления нулевого аффикса называется нулевой аффиксацией. Впервые этот способ был описан более двух тысяч лет назад (в IV веке до н. э.) в древней Индии языковедом Панини (в труде «Грамматика санскрита»).

## Английский язык
Единственное число английских существительных показано нулевой морфемой, которая противоположна окончанию множественного числа -s:
- cat = cat + ∅ = корень + окончание единственного числа
- cats = cat + s = корень + окончание множественного числа

Кроме того, в английском языке есть несколько случаев, когда нулевая морфема указывает на множественное число существительных:
- sheep = sheep + ∅ = корень + окончание единственного числа
- sheep = sheep + ∅ = корень + окончание множественного числа

Также нулевая морфема обозначает настоящее время глаголов во всех формах, кроме третьего лица единственного числа:
- (I) run (я бегу) = run + ∅ = корень + окончание настоящего времени (не 3 л., ед. ч.)
- (He) runs (он бежит) = run + s = корень + окончание настоящего времени (3 л., ед. ч.)

## Русский язык
Русские существительные мужского рода второго склонения в именительном падеже и единственном числе имеют нулевое окончание:
- кот = кот + ∅ = корень + окончание (ед. ч., им. п.)
- котом = кот + ом = корень + окончание (ед. ч., тв. п.)

Нулевое окончание имеют и существительные третьего склонения в именительном падеже и единственном числе:
- мышь = мышь + ∅ = корень + окончание (ед. ч., им. п.)
- мышью = мышь + ю = корень + окончание (ед. ч., тв. п.)

Нулевое окончание могут иметь и существительные первого склонения — во множественном числе, в родительном и винительном падежах:
- женщины = женщин + ы = корень + окончание (мн. ч., им. п.)
- женщин = женщин + ∅ = корень + окончание (мн. ч., род. и вин. п.)

## Другие языки
Часто нулевые морфемы встречаются в эргативных языках.

## Нулевые корни
В большинстве языков мира нулевые морфемы являются аффиксами. Но в некоторых случаях нулевыми морфемами могут быть даже корни. Например:
- Русское слово вынуть состоит из одной приставки (вы-), одного нулевого корня (-∅-) и двух суффиксов (-ну- и -ть).
- В языке муйув нулевой корень имеет значение «идти».